# Zalabija
Zalabija (arabsko زلبيّة‎) je arheološko najdišče na levem bregu Evfrata v provinci Deir ez-Zor, Sirija.

## Opis
Najdišče se nahaja v bližini ozke vrzeli v dolini Evfrata, ki jo ustvarjajo bazaltni izdanki, imenovani al-khanuqa ali "davilec".  Na nasprotnem bregu reke, približno 3 kilometre gorvodno, leži trdnjava Halabija. Obe sta bili zgrajeni v 3 stoletju n. št., ko je kratkotrajno Palmirsko cesarstvo s središčem v oazi Palmira razširilo svoje ozemlje proti Evfratu. Utrdbe mesta so bile okrepljene pod bizantinskim cesarjem Justinijanom I. (vladal 527-565) kot del njegovega programa krepitve vzhodne meje Bizantinskega cesarstva.
Mesto je bilo prvotno pravokotne oblike in imelo obzidje s kvadratnimi stolpi. Zaradi slabe gradnje je trpelo zaradi potresov in erozije. Gradivo se je uporabilo tudi za gradnjo nasipa bližnje železnice. Od mesta se je ohranilo samo  vzhodno obzidje z osmimi stolpi in vrati. Izven mestnega obzidja so bila ne na severni in vzhodni strani Zalabije obsežna predmestja.
Približno kilometer gorvodno od Zalabije je bil na Evfratu zgrajen jez z odvračalnim kanalom na desnem bregu. Domneva se, da je bil jez zgrajen  1. stoletju n. št. ali morda že v pozni bronasti dobi. Arabci so kanal poimenovali po legendarni kraljici Semiramidi.
Jez na Evfratu, ki ga namerava zgraditi sirska vlada, bo povzročil poplavljanje Zalabije. Vlada zato sodeluje s Programom Združenih narodov za razvoj (UNDP) in Unescom, da bi omejila vpliv jezu na starodavne ruševine Halabije in Zalabije.